# جنگل‌های ساحلی استوایی اقیانوس اطلس
جنگل‌های ساحلی استوایی اقیانوس اطلس (انگلیسی: Atlantic Equatorial coastal forests) جنگل‌های ساحلی استوایی اقیانوس اطلس، جنگل‌هایی است پهن‌برگ که به عنوان جنگل‌های ساحلی کانگومی نیز شناخته می‌شوند. این جنگل‌ها در منطقه‌ای گرمسیر و مرطوب در آفریقای مرکزی واقع شده است. منطقه‌ای که تپه‌ها، دشت‌ها و کوه‌های سواحل اقیانوس اطلس در کامرون، گینه استوایی، گابن، جمهوری کنگو، آنگولا و جمهوری دمکراتیک کنگو را دربر گرفته است.
این جنگل‌های غنی، محل زندگی پستانداران بزرگی مانند گوریل‌های غربی، شامپانزه‌ها، فیل‌های جنگلی، میمون‌های کلوبوس سیاه و ماندریل‌، بوفالوهای آفریقایی و همچنین بسیاری از پستانداران کوچک، پرندگان، دوزیستان، خزندگان و بی‌مهرگان است. 

## موقعیت
جنگل‌های ساحلی استوایی اقیانوس اطلس مساحتی به وسعت  ۱۸۹۷۰۰کیلومتر مربع (۷۳۲۰۰ مایل مربع) را پوشش می‌دهند که در امتداد ساحل اقیانوس اطلس از تپه‌های کم‌ارتفاع در شمال تا کوه‌های جنوب و شرق امتداد دارند. این جنگل‌ها گوشه جنوب غربی کامرون، سرزمین اصلی گینه استوایی و دشت‌های ساحلی گابن را پوشش می‌دهند. نوار باریکی در جنوب شرقی جمهوری کنگو و بخش شرقی منطقه کابیندا آنگولا تا شمال رودخانه کنگو در استان باس در کنگو جمهوری دموکراتیک کنگو امتداد یافته است.

## گیاهان و جانوران
این منطقه به همراه منطقه همسایه شامل جنگل‌های ساحلی کراس - ساناگا - بیوکو حدود ۵۰ درصد از زندگی گیاهی بومی مناطق گرمسیری غرب آفریقا را در خود جای داده است. مناطق بسیار مهم برای زندگی گیاهان عبارتند از مونتس دو کریستال و میومبه در مرزهای جمهوری کنگو، آنگولا و جمهوری دموکراتیک کنگو.  

## تهدیدها و حفاظت
در اینجا بسیاری از حیوانات از جمله پستانداران رده اول به خاطر گوشت، در معرض خطر هستند، در حالی که فیل‌ها برای گوشت و تجارت عاج شکار می‌شوند. قطع درختان یک تهدید مداوم در کامرون، گابن، جمهوری کنگو و به ویژه در گینه استوایی محسوب می‌شود. با این حال، هنوز مناطق گسترده‌ای از جنگل همچنان باقی مانده‌است و به‌خصوص بخش‌های جنوبی گینه استوایی و گابن از نظر وجود حیوانات غنی هستند. بطوریکه مناطق وسیعی از این جنگل‌ها را به عنوان پارک ملی تعیین کرده‌اند، از جمله پارک ملی لونگو.